# Rocca Costanza
Die Rocca Costanza di Pesaro ist eine mittelalterliche Festung im Zentrum der Stadt Pesaro in der italienischen Region Marche, Provinz Pesaro und Urbino. Sie ist ein schönes Beispiel für die Festungsarchitektur der Renaissance.

## Geschichte
Die Arbeiten zum Bau der Burg begannen vermutlich im Jahre 1474 im Auftrag des Herrn von Pesaro, Costanzo I. Sforza, nach Plänen von Giorgio Marchesi, der einem Projekt von Luciano Laurana folgte.
1500 wurde die Festung von Cesare Borgia belagert und eingenommen, aber 1503 kehrten die Festung und die Stadt an die Sforza zurück. 1657 geriet Pesaro unter die direkte Herrschaft des Papstes und wurde päpstliches Gefängnis. Auch nach der Gründung des Königreichs Italien behielt sie diese Nutzung. Die Burg erfüllte bis 1989 ihre Funktion, dann erfolgte die Schließung der Gefängnisse. 2022 wurde der Komplex restauriert und als Museum hergerichtet.